# The X Tour
A The X Tour é a sexta turnê da artista musical norte-americana Christina Aguilera. Com foco na divulgação de seu oitavo disco, Liberation (2018), o espetáculo conta até o momento
com dezoito shows na Europa e México, sendo que seu início aconteceu em 4 de julho de 2019, em Paris, França, com final em 07 de dezembro de 2019, na Cidade do México. O concerto marca ainda o retorno da artista a Europa depois de treze anos da sua última passagem com a Back to Basics Tour (2006–08).
Devido a alta demanda e os ingressos esgotados em apenas quatro horas uma data extra foi adiciona na Wembley Arena.

## Datas
| Data                   | Cidade            | País              | Local                |
| 1º etapa – Europa      | 1º etapa – Europa | 1º etapa – Europa | 1º etapa – Europa    |
| ---------------------- | ----------------- | ----------------- | -------------------- |
| 4 de Julho de 2019     | Paris             | França            | AccorHotels Arena    |
| 6 de Julho de 2019     | Antuérpia         | Bélgica           | Sportpaleis          |
| 8 de Julho de 2019     | Amesterdã         | Países Baixos     | Ziggo Dome           |
| 11 de Julho de 2019    | Berlim            | Alemanha          | Mercedes-Benz Arena  |
| 13 de Julho de 2019    | Estugarda         | Alemanha          | Schlossplatz         |
| 19 de Julho de 2019    | Pori              | Finlândia         | Pori Jazz            |
| 21 de Julho de 2019    | São Petersburgo   | Rússia            | Ice Hall Palace      |
| 23 de Julho de 2019    | Moscou            | Rússia            | Sports Palace Dynamo |
| 2º etapa – Reino Unido |                   |                   |                      |
| 5 de Novembro de 2019  | Dublin            | Irlanda           | 3Arena               |
| 7 de Novembro de 2019  | Glasgow           | Escócia           | SSE Hydro            |
| 9 de Novembro de 2019  | Londres           | Inglaterra        | Wembley Arena        |
| 10 de Novembro de 2019 | Londres           | Inglaterra        | Wembley Arena        |
| 12 de Novembro de 2019 | Manchester        | Inglaterra        | Manchester Arena     |
| 14 de Novembro de 2019 | Birmingham        | Inglaterra        | Resorts World Arena  |